# منتخب أستراليا للكرة اللينة للسيدات
منتخب أستراليا للكرة اللينة للسيدات (بالإنجليزية: Australia women's national softball team)‏ هو ممثل أستراليا الرسمي في المنافسات الدولية في الكرة اللينة للسيدات
.